# Метеоидиот
«Метеоидиот» (англ. The Rainbowmaker) — совместный российско-грузино-германо-нидерландо-итальяно-финский художественный фильм 2008 года. Бурлеск в стиле лучших грузинских комедий советского периода.

## Сюжет
Близнецы, мальчик и девочка, живут без отца. Они думают, что он секретный агент. Когда же Дато возвращается и оказывается, что он всего лишь метеоролог, который сидел в тюрьме, дети отказываются в это верить и его признавать. Что касается матери детей, его жены, то она влюблена в другого…
Но Дато не сдаётся и продолжает её любить. Ему на помощь приходит природа в виде шаровой молнии. Пройдя сквозь его тело и опалив его ботинки, она награждает его силой управлять погодой, теперь посреди лета он может устроить зиму. И эту силу он направляет на то, чтобы восстановить свою семью…

## В ролях
- Мераб Нинидзе — Дато
- Анна Антонович — Елена
- Чулпан Хаматова — Лия
- Нино Киртадзе — Леди Смерть
- Рамаз Чхиквадзе — дедушка Георгий
- Томас Урб — Зораб

## Награды
Приз за лучший сценарий и операторскую работу кинофестиваля Киношок-2009